# Freeboard
La freeboard est une planche à 6 roues, inspirée du skateboard, créée pour retrouver les sensations du snowboard sur la route[réf. souhaitée]. Le premier modèle fut mis en production en 1999.
Le concept réside dans les deux roues placées dans l'axe de la planche qui peuvent tourner librement permettant ainsi à la freeboard de se déplacer dans toutes les directions, et, de chaque côté, à deux roues éloignées de la planche simulant des carres.
Le snowboard est un mélange de glisse, et de carving, deux composantes que l'on retrouve avec le freeboard. Il est possible de slider (déraper) pour contrôler sa vitesse ou freiner ; ou de rouler en carvant pour effectuer des virages sans déraper en utilisant les quatre roues sur le côté jouant le rôle de carres.
La freeboard permet entre autres d'atteindre des pointes de 90 km/h maximum sur bitume. Tout comme le snowboard, il est possible d'en pratiquer en descente en skatepark ou en street.
Le côté skatepark en freeboard se développe assez tardivement (2012-2015) mais rencontre de plus en plus de succès et les figures sont un mixe entre celles du snowboard et du skateboard.
Comme avec un snowboard, il est possible de descendre en fakie, de faire des 360°, 720°, …

## Remarques

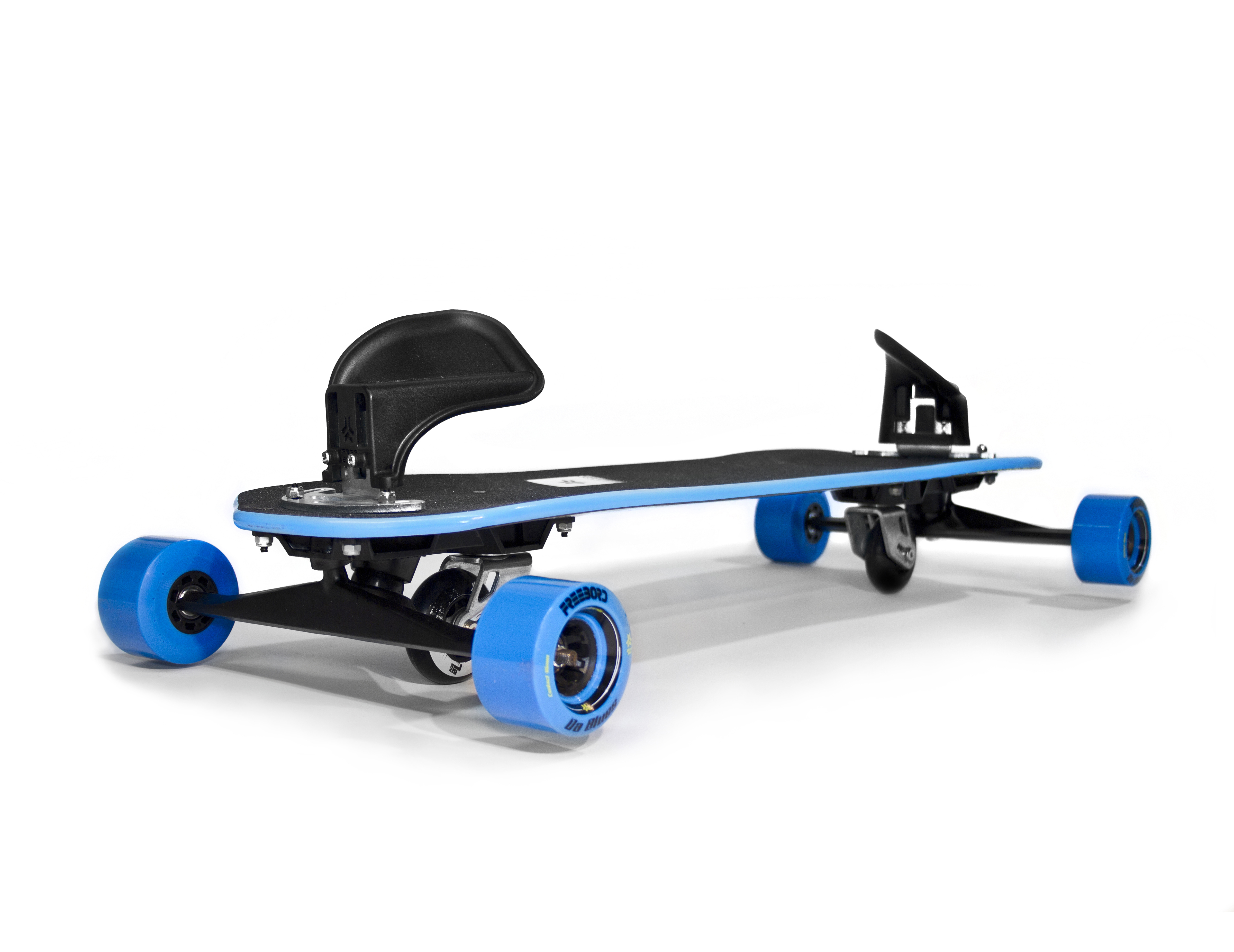
Une freeboard avec truck G3.

- Mot qui peut être de genre féminin pour la planche ou masculin pour la discipline sportive.
- Cette planche est fabriquée uniquement par peu de sociétés : Freebord Manufacturing Inc.[1] basée à San Francisco et Gravitis[2] en Italie.

## Figures
La/le freeboard peut se pratiquer en descente, en skatepark ou en street. On y retrouve la plupart des figures de snowboard et des figures du skate (hors flips)

### Le press
Le press ressemble à un manual en skateboard sauf que celui-ci se fait sur 3 roues (2 roues des carres et la roue centrale).

### Overslide
L'overslide (de l'anglais signifiant « sur-glisser ») est une figure réalisée en freeboard qui consiste à se mettre et à rester quelques secondes perpendiculaire à la route.